# Stavkî, Kalanceak
Stavkî (în ucraineană Ставки) este un sat în comuna Cervonîi Ceaban din raionul Kalanceak, regiunea Herson, Ucraina.

## Demografie
Componența lingvistică a localității Stavkî
     Ucraineană (70,72%)
     Rusă (12,15%)
Conform recensământului din 2001, majoritatea populației localității Stavkî era vorbitoare de ucraineană (70,72%), existând în minoritate și vorbitori de rusă (12,15%).